# Bukowa (Wągniki)
Bukowa – przysiółek wsi Wągniki w Polsce, położony w województwie warmińsko-mazurskim, w powiecie elbląskim, w gminie Pasłęk.
W latach 1975–1998 przysiółek administracyjnie należał do województwa elbląskiego.
W miejscowości brak zabudowy.